# تاکویا اوکاموتو
تاکویا اوکاموتو (انگلیسی: Takuya Okamoto؛ زادهٔ ۱۸ ژوئن ۱۹۹۲) بازیکن فوتبال اهل ژاپن است.
از باشگاه‌هایی که در آن بازی کرده‌است می‌توان به باشگاه فوتبال اوراوا رد دیاموندز اشاره کرد.
وی همچنین در تیم‌های ملی فوتبال زیر ۱۷ سال ژاپن زیر ۲۰ سال ژاپن زیر ۲۳ سال ژاپن بازی کرده‌است.